# Max Wright
George Edward Maxwell "Max" Wright (Detroit, 2 de agosto de 1943 - Los Angeles, Califórnia, 26 de junho de 2019) foi um ator norte-americano. Seu papel mais conhecido no Brasil e em Portugal foi o do chefe de família Willie Tanner da série ALF (ALF, O Eteimoso, no Brasil e Alf, uma coisa do outro mundo, em Portugal).
Atuou nos filmes All That Jazz (1979) e Reds (1981), no papel do Floyd Dell. Atuou na série Misfits of Science (Curto Circuito, no Brasil), no papel de Dick Stetmeyer, e no sitcom A Minute With Stan Hooper. Também teve participações especial nos seriados Friends na primeira temporada, em 1994, e na segunda temporada, em 1995, no papel de Terry.

## Biografia
Antes de ALF, Wright fez aparições em programas de TV como WKRP in Cincinnati, e esteve no elenco regular em Misfits of Science, AfterMASH, Buffalo Bill e The Norm Show, bem como aparecendo na adaptação para a TV da obra de Stephen King The Stand. Ele também apareceu brevemente na primeira e segunda temporada da sitcom Friends como Terry, gerente do Central Perk. Interpretou Guenter Wendt na minissérie da HBO From the Earth to the Moon e o carrasco nazista Josef Mengele em Playing for Time.
Wright também desfrutou de uma carreira nos palcos e atuou em teatros regionais em todo o Estados Unidos. Recebeu uma indicação ao prêmio Tony em 1998 por Ivanov.  Outra aparição notável na Broadway ocorreu em Twelfth Night, no Lincoln Center, como Sir Andrew.

## Vida pessoal
Foi casado com sua esposa, Linda, desde 1965; o casal teve dois filhos, Ben e Daisy. Em 1995, foi diagnosticado com linfoma.
Em janeiro de 2000, Wright foi preso por dirigir embriagado em Los Angeles. Na época ele estava aparecendo em The Norm Show.  Ele foi condenado, mas com liberdade condicional. Wright foi preso outra vez por dirigir bêbado em 2003.

## Morte
O ator Max Wrigh morreu  aos 75 anos, familiares informaram que ele morreu vítima de câncer em casa em Hermosa Beach, no estado da Califórnia. Ele foi diagnosticado com linfoma, grupo de tumores de células sanguíneas, ainda em 1995, mas a doença permaneceu em remissão por muitos anos. 

## Filmografia
- Last Embrace (1979)
- All That Jazz (1979)
- Simon (1980)
- Playing for Time (1980)
- Reds (1981)
- The Sting II (1983)
- Fraternity Vacation (1985)
- Touch and Go (1986)
- Soul Man (1986)
- Going to the Chapel (1988)
- The Shadow (1994)
- Grumpier Old Men (1995)
- A Midsummer Night's Dream (1999)
- Snow Falling on Cedars (1999)
- Easter (2000)

### Televisão
| - In Fashion (1974) (Filme para TV) - Red Alert (1977) (Filme para TV) - Playing for Time (1980) (Filme para TV) - For Ladies Only (1981) (Filme para TV) - Hart to Hart (1 episódio, 1982) - CBS Afternoon Playhouse (1 episódio, 1982) - WKRP in Cincinnati (2 episódios, 1982) - Taxi (1 episódio, 1982) - Tales from the Darkside (1 episódio, 1983) - Buffalo Bill (série) (25 episódios, 1983–1984) - AfterMASH (1 episódio, 1984) - E/R (1 episódio, 1984) - The Boy Who Loved Trolls (1984) (Filme para TV) - Scandal Sheet (1985) (Filme para TV) - Code Name: Foxfire (1 episódio, 1985) - Benson (1 episódio, 1985) - Konrad (1985) (Filme para TV) - Misfits of Science (1985) (Filme para TV) - Misfits of Science (15 episódios, 1985–1986) - ALF (99 episódios, 1986–1990) - Cheers (2 episódios, 1986) - Comedy Factory (1 episódio, 1986) - Liberty (1986) (Filme para TV) - Faerie Tale Theatre (1 episódio, 1987) - Murder, She Wrote (1 episódio, 1991) | - Ghostwriter (4 episódios, 1992) - Quantum Leap (2 episódios, 1992) - The Powers That Be (1 episódio, 1992) - Dudley (6 episódios, 1993) - Murphy Brown (1 episódio, 1993) - Roc (1 episódio, 1993) - Monty (1 episódio) - The Stand (Minisséries, 1994) - White Mile (1994) (Filme para TV) - A Mother's Gift (1995) (Filme para TV) - Friends (2 episódios nas temporadas 1 & 2, 1994–1995) - The John Larroquette Show (1 episódio, 1996) - Early Edition (1 episódio, 1996) - High Incident (1 episódio, 1996) - Dead by Midnight (1997) (Filme para TV) - From the Earth to the Moon (Minisséries, 1998) - Twelfth Night, or What You Will (1998) (Filme para TV) - Mad About You (1 episódio, 1998) - The Drew Carey Show (1 episódio, 1999) - The Norm Show (49 episódios, 1999–2001) - A Minute with Stan Hooper (1 episódio, 2003) - Back to Norm (2005) (Filme para TV) |

## Ligações Externas
- Max Wright. no IMDb.